# Bossa Nova, Nova Bossa
Bossa Nova, Nova Bossa est le premier album enregistré par le pianiste et compositeur brésilien Manfredo Fest.

## Description
Sorti en LP en 1963 chez RGE, les musiciens de l'album sont Humberto Clayber, Antonio Pinheiro et Hector Costita ainsi que sur le dernier morceau, le groupe vocal Titulares do Ritmo. L'album présente une fusion de bossa nova et de jazz. En 2006 l'album est réédité sur CD dans la série Som Livre Masters, organisée par Charles Gavin (en).

## Titres
| #   | Titre             | Compositeurs                             | Durée |
| --- | ----------------- | ---------------------------------------- | ----- |
| 1.  | Garota de Ipanema | Antônio Carlos Jobim, Vinicius de Moraes | 3:02  |
| 2.  | Batida diferente  | Durval Ferreira, Mauricio Einhorn        | 2:02  |
| 3.  | Nós e o mar       | Roberto Menescal, Ronaldo Boscoli        | 2:53  |
| 4.  | Eu sou feliz      | Lili Galiteri Fest                       | 1:45  |
| 5.  | O amor que acabou | Chico Feitosa, Luiz Fernando Freire      | 2:32  |
| 6.  | Bossa na praia    | Pery Ribeiro, Geraldo Cunha              | 1:55  |
| 7.  | Minha saudade     | João Donato                              | 2:03  |
| 8.  | Bossa no choro    | Manfredo Fest                            | 2:24  |
| 9.  | Outra vez         | Antônio Carlos Jobim                     | 2:37  |
| 10. | Ah! Se eu pudesse | Roberto Menescal, Ronaldo Boscoli        | 2:04  |
| 11. | Olhou para mim    | Sílvio César                             | 1:35  |
| 12. | Você e eu         | Carlos Lyra, Vinicius de Moraes          | 2:47  |

## Musiciens
- Manfredo Fest : piano, orgue, saxophone
- Humberto Clayber : basse
- Antonio Pinheiro : batterie
- Hector Costita : saxophone, flute
- Titulares do Ritmo : voix